# Bärbel Struppert
Bärbel Struppert (z domu Schrickel, ur. 26 września 1950 w Jenie) – niemiecka lekkoatletka specjalizująca się w krótkich biegach sprinterskich, uczestniczka letnich igrzysk olimpijskich w Monachium (1972), srebrna medalistka olimpijska w biegu sztafetowym 4 × 100 metrów. W czasie swojej kariery reprezentowała Niemiecką Republikę Demokratyczną.

## Sukcesy sportowe
- brązowa medalistka mistrzostw NRD w biegu na 200 metrów – 1971[1]
- czterokrotna złota medalistka mistrzostw NRD w sztefacie 4 x 100 metrów – 1967, 1969, 1971, 1973[2]

| Rok  | Miasto    | Zawody               | Konkurencja        | Wynik         |
| ---- | --------- | -------------------- | ------------------ | ------------- |
| 1972 | Monachium | Igrzyska olimpijskie | sztafeta 4 × 100 m | srebrny medal |

## Rekordy życiowe
- bieg na 100 metrów –  11,1 – Poczdam 15/06/1972[3]